# William Turnbull

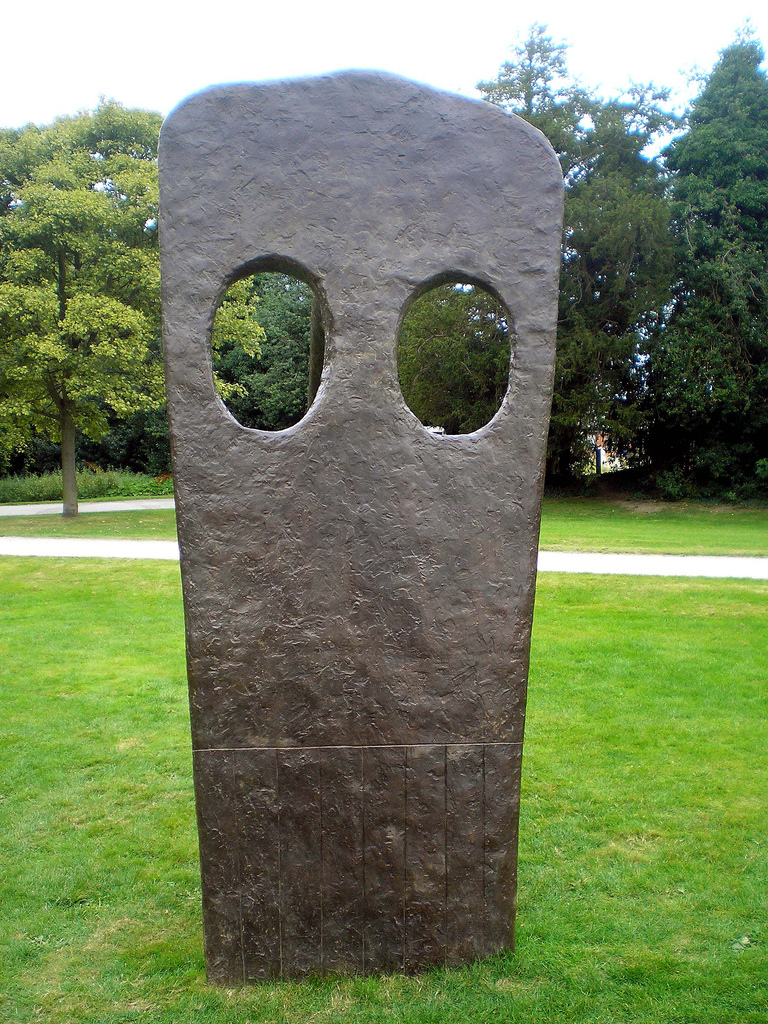
Large Horse-William Turnbull im Yorkshire Sculpture Park

William Turnbull (* 11. Januar 1922 in Dundee, Schottland; † 15. November 2012) war ein britischer Bildhauer und Maler. Er galt als ein wichtiger Vertreter der modernen Abstrakten Bildhauerei.

## Leben und Werk
Turnbull arbeitete von 1939 bis 1941 als Illustrator für einen Verlag in Schottland. Danach diente er im Zweiten Weltkrieg als Pilot in der Royal Air Force. Von 1946 bis 1948 studierte Turnbull an der Slade School of Fine Art in London. Von 1948 bis 1950 lebte er in Paris. Er kam dort in Kontakt mit Eduardo Paolozzi, Constantin Brâncuși und Alberto Giacometti.
Im Jahr 1952 war er einer der jungen britischen Bildhauer auf der 26. Biennale von Venedig. Von 1953 bis 1961 war er Gastdozent am Central Saint Martins College of Art and Design und von 1964 bis 1972 dort Professor für Bildhauerei.
1960 heiratete Turnbull die aus Singapur stammende Bildhauerin und Grafikerin Kim Lim, mit der er zwei Söhne hat. Mit ihr machte er ausgedehnte Ostasien-Reisen; 1984 stellten beide gemeinsam in ihrer Heimatstadt in der National Museum Art Gallery aus. Ein wiederkehrendes Thema für ihn wurde in den Gates Series abgehandelt: das in ostasiatischen Tempeln und Pagoden vorhandene symbolische große Tor.
Turnbulls Skulpturen sind aus Holz, Stein oder Bronze gefertigt und beziehen sich in ihrer Materialität immer auf die Natur. Seine Skulpturen sind vom Surrealismus und von der amerikanischen Farbfeldmalerei beeinflusst. Sie zeichnen sich durch eine radikale Formvereinfachung aus.

## Wichtige Ausstellungen
(Auswahl)
- 1950 Hanover Gallery, London, "Aspects of British Art", Institute of Contemporary Arts, London
- 1952 Teilnahme an der Biennale von Venedig, im britischen Pavillon zusammen mit Robert Adams, Kenneth Armitage, Reg Butler, Lynn Chadwick, Eduardo Paolozzi und Bernard Meadows
- 1963 Marlborough-Gerson Gallery, New York City
- 1964 "Guggenheim International", Solomon R. Guggenheim Museum, New York
- 1968 4. documenta in Kassel
- 1972 "20th Century Sculpture in Los Angeles Collections", U.C.L.A. Galleries Los Angeles
- 1973 Tate Gallery, London
- 1984 National Museum Art Gallery, Singapur
- 1986 "Forty Years of Modern Art 1945-1985", Tate Gallery, London
- 1992 "4 Sculpteurs Anglais: Armitage, Caro, Chadwick, Turnbull", Artcurial Paris
- 1992 Galerie Michael Haas, Berlin
- 1995 Serpentine Gallery, London
- 1996 "un siècle de sculpture anglais", Galerie nationale du Jeu de Paume, Paris
- 1997 "Surrealism and After: The Gabrielle Keiller Collection", Scottish National Gallery of Modern Art, Edinburgh
- 2001 Waddington Galleries, London
- 2002 William Turnbull: Skulpturen, Galerie Thomas, München
- 2004 Waddington Galleries, London
- 2005 Yorkshire Sculpture Park, Yorkshire
- 2006 Tate Britain, London
- 2007 Waddington Galleries, London